# Binary large object
Pour les articles homonymes, voir Blob.
Le BLOB, pour binary large object, est un type de donnée permettant le stockage de données binaires (le plus souvent des fichiers de type image, son ou vidéo) dans le champ d'une table d'une base de données.
Il est utilisé par un programme pour représenter un fichier.
Dans le monde des logiciels libres, le BLOB est un terme péjoratif pour désigner l'inclusion d'un pilote sous forme de fichier objet dans le noyau libre d'un système d'exploitation afin de ne pas divulguer le code source du programme. On retrouve ces blobs dans de nombreuses distributions GNU/Linux. La Free Software Foundation s'oppose fermement à l'utilisation de ces blobs et promeut une version du noyau Linux qui en est expurgée : Linux-libre. La distribution Debian est la seule distribution courante non agréée par la FSF qui garde les blobs non libres en dehors de sa distribution principale.
Ce terme s'est cependant élargi, dans les années 2010, aux nouvelles initiatives libres sur les logiciels propriétaires : ainsi, ce n'est pas seulement le système d'exploitation "libre" qui serait sujet à des intégrations de "blobs" pour un fonctionnement adapté, mais également les initiatives touchant directement au matériel (par exemple, le projet coreboot ou libreboot), ou encore au monde mobile (par exemple, les blobs propriétaires fournis par les industriels dans les téléphones Android, par rapport aux Android qualifiés de libres, tels que CyanogenMod ou LineageOS)[réf. nécessaire].